# Ranunculus estherae
Ranunculus estherae är en ranunkelväxtart som beskrevs av Sóo. Ranunculus estherae ingår i släktet ranunkler, och familjen ranunkelväxter. Inga underarter finns listade i Catalogue of Life.